# Matthias Langhoff
Matthias Langhoff (Zurigo, 9 maggio 1941) è un regista teatrale tedesco.

## Biografia
Figlio del regista e attore Wolfgang Langhoff, è uno dei più importanti registi ebrei viventi, uno degli ultimi eredi diretti della "scuola" brechtiana sviluppatasi nel dopoguerra al Berliner Ensemble, attivo tra Francia, Germania, Svizzera, Austria, Romania, Russia e Italia.
Dopo aver cominciato la sua carriera come regista al Berliner Ensemble con Manfred Karge nel 1963, passò nel 1968 alla Volksbuehne di Berlino Est, dove approda insieme al nuovo direttore, Benno Besson. Dal 1978 si trasferisce all'Ovest, lavorando nella Repubblica Federale Tedesca e in Francia. Dal 1989 al 1991 è stato direttore del Teatro Vidy-Lausanne di Losanna. Nel 1992-1993 è di nuovo a Berlino, come condirettore del Berliner Ensemble. È membro dell'Accademia dell'Arte di Berlino e ufficiale della Legione d'Onore di Francia.
Oggi vive a Parigi e lavora per diversi teatri europei.

## Regie (scelta)
- 1963 Das kleine Mahagonny, Brecht, Berlino
- 1969 Sette contro Tebe, Eschilo, Berlino
- 1973 Die Wildente, Ibsen, Berlino
- 1975 Die Schlacht, Müller, Berlino
- 1978 Fatzerfragmente, Brecht
- 1979 Re Lear, Shakespeare, Rotterdam
- 1980 Woyzeck, Büchner
- 1985 Stichtag, Hürlimann
- 1986 Prawda, Brenton/Hares, Amburgo
- 1988 Signorina Giulia, Strindberg
- 1988 Edipo, Tiranno Müller
- 1989 L'incarico, Müller
- 1989 Il cacatua verde, Schnitzler
- 1992 Desiderio sotto gli olmi, O´Neill, Rennes
- 1993 Simon Boccanegra, Verdi, Frankfurt/Main
- 1993 Tre sorelle, Chechov, Rennes
- 1995 Riccardo III, Shakespeare, Avignone
- 1996 Totentanz, Strindberg, Parigi
- 1999 Don Giovanni, Mozart, Ginevra
- 1999 Le Trachinie, Ezra Pound da Sofocle, Berlino
- 2001 L'ispettore generale, Gogol', Genova
- 2002 Lenz, Leonce und Lena, an Büchner angelehnte Collage, Parigi
- 2003 Filottete, Müller, Genova
- 2008 Hamlet-Cabaret, da Shakespeare, Parigi
- 2009 Nella giungla delle città, Brecht, Linz
- 2009 Paradise of Working, da Heiner Müller, Napoli Teatro Festival.[2]